# 황남대총 북분 금제 고배
황남대총 북분 금제 고배(慶州 路西洞 金製頸飾)는 대한민국 경상북도 경주시 황남대총 북쪽 봉분에서 출토된, 금으로 만든 굽다리접시(고배)이다. 대한민국의 보물 제626호로 지정되어 있으며, 발견된 경우가 드문 금제 굽다리접시이다.
높이 10센티미터, 주둥이 지름 10센티미터이고 무게는 169그램이다. 토기 굽다리접시의 형식을 따라 반구형 몸통 밑에 나팔형 굽다리를 붙인 전형적인 양식이지만, 금으로 만들었고 장식이 더해졌다는 점에서 특색이 있다. 금제이기 때문에 실용품이라기 보다는 껴묻거리(부장품)로 만들어진 것으로 추측된다.